# 1113
Évszázadok: 11. század – 12. század – 13. század
Évtizedek: 1060-as évek – 1070-es évek – 1080-as évek – 1090-es évek – 1100-as évek – 1110-es évek – 1120-as évek – 1130-as évek – 1140-es évek – 1150-es évek – 1160-as évek
Évek: 1108 – 1109 – 1110 – 1111 –  1112 – 1113 – 1114 – 1115 – 1116 – 1117 – 1118

## Események
- II. Szurjavarman khmer király trónra lépése.
- Alaungsithu mianmari király trónra lépése.
- Pierre Abélard megnyitja iskoláját Párizsban.
- a zobori apátság oklevele
- II. Szvjatopolk kijevi nagyfejedelem halála után a kijeviek elűzik a törvényes trónörököst, és Vlagyimir Vszevolodovicsot híják meg a trónra.[1]

## Születések
- Anjou Gottfried

## Halálozások
- Kyanzittha mianmari király
- II. Szvjatopolk kijevi nagyfejedelem[2]
- Zbigniew lengyel fejedelem (1073–1113)